# Punto (singolo)
Punto è un singolo del cantautore italiano Jovanotti, pubblicato il 15 maggio 2009 come sesto estratto dal dodicesimo album in studio Safari.

## Descrizione
La canzone è stata scritta da Jovanotti e vede alla coproduzione ed all'arrangiamento il brasiliano Sérgio Mendes. Il singolo è stato reso disponibile per l'airplay radiofonico a partire dal 15 maggio 2009.

## Formazione
- Jovanotti – voce
- Sérgio Mendes – pianoforte e Fender Rhodes
- Paul Jackson Jr. – chitarra elettrica
- Kleber Jorge – chitarra acustica
- Hussain Jiffry – basso
- Mike Shapiro – batteria
- Meia Noite – percussioni
- Marco Tamburini – tromba
- Roberto Rossi – trombone
- Giulio Visibelli – flauto
- Glauco Benedetti – tuba

## Tracce
1. Punto (feat. Sérgio Mendes) – 4:13
2. Punto – 3:36
3. Lugar Comum (feat. Sérgio Mendes) – 4:19

## Classifiche
| Classifica (2009) | Posizione massima |
| ----------------- | ----------------- |
| Italia            | 12                |